# Lena Luthor
Lena Luthor es un personaje ficticio de los cómic publicados por DC Comics; creada por Jerry Siegel y Kurt Schaffenberger, apareció por primera vez en Superman's Girl Friend, Lois Lane #23 de 1961. Ella comúnmente aparece como la hermana de Lex Luthor, pero también ha sido representada como su hija. En varias historias y versiones es representada como mejor amiga de Supergirl, aunque en estas historias ella no sabe que es amiga de Supergirl, y sólo es mejor amiga de su versión humana (Kara Danvers). En apariciones recientes se ha visto que Lena Luthor está en una relación con Kara Danvers, después de descubrir que ella es Supergirl.
Es interpretada por Cassidy Freeman en la serie de televisión Smallville y por Katie McGrath en la serie del Arrowverso, Supergirl.

## Historial de publicación
Lena Luthor apareció por primera vez en Superman's Girl Friend, Lois Lane # 23 y fue creada por Jerry Siegel y Kurt Schaffenberger.

## Biografía del personaje ficticio

### Versión Pre-Crisis
En la continuidad de la Edad de Plata, Lena es la hermana menor de Lex Luthor. Después de que Lex comenzó su carrera malvada, su familia cambió su apellido de vergüenza al anagrama "Thorul" y le dijo a Lena que Lex había muerto en un accidente de escalada de montaña. Poco después murieron en un accidente automovilístico. Como resultado, Lena nunca supo que tenía un hermano mayor, ya que el mismo Lex Luthor (con la ayuda ocasional de Supergirl y Superman) trabajó para evitar que ella supiera la verdad. Lena apareció de manera irregular en DC Comics desde 1961 hasta 1975. Lena tenía problemas psíquicos / empáticas habilidades, adquiridas al tocar un Cerebro Espacial en el que Luthor estaba experimentando antes de convertirse en un villano. En 1981, Lena perdió sus poderes después de una cirugía cerebral, y se tomó la decisión de decirle la verdad sobre Luthor. Después del shock inicial, hubo signos de reconciliación después de que Luthor descubriera que, sin saberlo, había ayudado a la conspiración de otro criminal contra Lena, y se disculpó profundamente.

### Versión post-crisis
Después de Crisis on Infinite Earths, Lena Luthor es hija de Lex Luthor y de Contessa Erica Del Portenza. Lleva el nombre de la hermana de crianza de Lex que fue asesinada por su padre de crianza, Casey Griggs. Después del nacimiento de Lena, Lex aprovecha el deseo de Contessa Erica de estar inconsciente al momento del parto, manteniéndola permanentemente drogada e inconsciente en su sede corporativa, sin querer compartir el amor de su hija con nadie más (aunque él mismo evita asistir al parto para proveerse a sí mismo) con una clara coartada para un intento de asesinato que organizó en ese momento).
Cuando Brainiac 13 llega del siglo 64, el Brainiac moderno posee a la pequeña Lena para escapar y ser eliminada por su yo futuro. Incluso después de que Brainiac abandona el cuerpo de Lena, Luthor la cambia a Braniac 13 por el control de la tecnología futura que ha transformado Metrópolis.
Lena vuelve a visitar Lex Luthor durante el cruce de Our Worlds at War, donde aparentemente Brainiac 13 la ha envejecido hasta la adolescencia. Lena desempeña un papel disimulado durante el evento, ayudando a Luthor y sus aliados a vencer a Imperiex dándole información a su padre, mientras que secretamente Manipulación de eventos para beneficiar a Brainiac 13. Finalmente, al final está convencida de su padre. Al final del crossover, Brainiac 13 y Imperiex son a la vez destruidos, y Lena se regresa a infanthood y regresaron a su padre por Superman, quien le dice a Luthor que ahora tiene una segunda oportunidad para tratar de ser un hombre en lugar de un dios.
Siguiendo a Our Worlds At War, Lena aparece con poca frecuencia, a veces se muestra como que todavía tiene discos de Brainiac en su frente.
En la miniserie de Superman's Metropolis, la inteligencia artificial que controla la tecnología B-13 se considera a sí misma como Lena Luthor. Cuando crea un cuerpo humano (femenino, pero calvo) para buscar una relación romántica con Jimmy Olsen, Superman se enfrenta a ella con la verdadera Lena Luthor, haciéndola darse cuenta de que su personalidad es una simulación por computadora de la de Lena.
Lena no ha aparecido desde que Luthor perdió la presidencia, y su estado actual es desconocido.

### Versión de crisis postinfinita
En Final Crisis: Legion of 3 Worlds # 3, los legionarios Polar Boy, Wildfire y Dawnstar viajan a Smallville durante el siglo XX, cuando Superman aún era una leyenda suburbana. Los tres héroes llegan a la casa de Luthor, donde escuchan a un joven Lex Luthor discutir con su padre sobre su madre y su hermana.
En el revivido Adventure Comics, Lena es la hermana menor de Lex Luthor y creció junto a Lex hasta que dejó Smallville. Lex se aseguró de encubrir su historia en Smallville, y eso incluía rechazar una conexión con su hermana. Lena ahora está paralizada y vive en Smallville con su hija Lori. Lori se hizo amiga de Superboy, pero ambos se sorprendieron al encontrar a Luthor en la puerta de Lori, intentando tomar nuevamente el control de Superboy y afirmar que podía curar la condición de Lena. Con la ayuda de Superboy, Luthor de hecho cura a Lena, pero luego deshace su cura, alegando que solo la ayudó a demostrarle a Superboy que podía y que mientras viva Superman, nunca revelará cómo lo hizo. Actualmente, Lena está bajo el cuidado de los médicos de Wayne Enterprise, gracias a Red Robin.

### The New 52 / DC Rebirth
En The New 52, Lena Luthor está paralizada como resultado de una enfermedad infantil, y Luthor al principio le dijo a Bizarro que nunca intentó salvarla porque temía el fracaso, y luego admitió en privado que más tarde intentó y no pudo salvar. En su lugar la dejó paralizada. Finalmente pudo tratar su parálisis, pero retrasó el tratamiento ya que involucraba tecnología que él mismo no se inventó, dejando a Lena enfurecida de que esperaba que ella estuviera siempre bajo su sombra.

## Otras versiones

### Supergirl: aventuras cósmicas en el octavo grado
Lena Thorul es una de las protagonistas de la serie. Es la hermana de trece años de Lex Luthor que asiste al mismo internado que Supergirl. Lena odia a los superhéroes y específicamente culpa a Supergirl por la reciente desgracia que le ha ocurrido a su hermano (en el primer número, Supergirl fue accidentalmente responsable de la captura de Lex Luthor). Desconociendo que Linda Lee es realmente Supergirl, así como Linda no es consciente de que Lena Thorul esté relacionada con Lex Luthor, las dos se convierten en mejores amigas y compañeras de cuarto. Aunque dulce y divertida cuando interactúa con Linda (a quien Lena percibe como una extraña, igual que ella misma), Lena es hostil y desconfiada hacia todos los demás. Esto es particularmente cierto con respecto a la malvada doppelganger de Linda, Belinda Zee (Superiorgirl). A medida que la serie avanza, la xenofobia de Lena se vuelve cada vez más evidente. Se revela que Lena está en comunicación secreta con su hermano mayor, esperando el momento correcto para poner en práctica un complicado plan de venganza contra Superman. Las versiones de sí mismas de Bizarro por Superiorgirl). Lena comienza a cuestionar su odio cuando se enfrenta a las manipulaciones de la realidad por parte de Mister Mxyzptlk y por la voluntad de Supergirl de salvar a toda la realidad del imp de 5.ª. Dimensión. Mientras Supergirl está luchando contra Mxyzptlk, Lena está gravemente herida. Supergirl fuerza una tregua entre Luthor y Superman para que puedan salvar a Lena. Luthor salva a su hermana pequeña, pero el costo de su supervivencia es que su odio ahora está dirigido a su propio hermano. Al final de la serie, se hace referencia a Lena para recuperarse en el hospital.

### Lena Luthor (Tierra-9)
Una variación del personaje aparece en Tangent Comics: Wonder Woman # 1 (septiembre de 1998). Lena Thorul fue una científica de Element Girl que vio la inevitable inutilidad de la guerra de género entre la Element Girl y Beast Boy Gothamites, en la que sentía que los Gothamites habían perdido contacto entre sí y con su verdadero potencial. Que eran más fuertes como una raza cuando los dos sexos realmente se comprenden. Thorul buscó crear un símbolo de lo que podrían ser los gothamitas si se unieran como personas, mediante el uso de la tecnología ilegal, ella creó con éxito una gótica femenina única y poderosa con los atributos tanto de Element Girls como de Beast Boys, a la que llamó ella como wanda. Al revelar a Wanda a los gothamitas como un símbolo de unidad, sin embargo,

## En otros medios

### Televisión

#### Acción en vivo
- Lena Luthor apareció en la historia de dos partes de la serie de televisión Superboy "Know Thine Enemy" con la versión joven interpretada por Jennifer Hawkins y la versión para adultos interpretada por Denise Gossett. En la primera parte, Lena aparece en los flashbacks de la infancia de Lex Luthor, mientras que Superboy experimenta la vida de Lex a través de un dispositivo inventado por Luthor llamado "psicodisco". Abusado de su padre con frecuencia, Lex es muy protector con Lena y trata de evitar que su padre la golpee solo para recibir una paliza a sí mismo. Lex y Lena sueñan con un día escapar de su vida hogareña poco perfecta. Finalmente, Lex insta a Lena a pasar la noche en la casa de un amigo y construye una bomba con la que planea matar a sus padres mientras Lena está ausente. Él ha contratado una póliza de seguro de vida y planea cobrarla después de su muerte. Él finalmente los mata, aunque la escena no está representada porque Superboy escapa de la grabación del psicodisco antes de que pueda suceder. En la segunda parte, reveló que Lena fingió su propia muerte y cambió su nombre para escapar de la maldición del nombre de Luthor, pero fue encontrada por Lana Lang. Su aparente muerte ha llevado a Lex al límite, lo que le ha llevado a construir una serie de bombas que aniquilarán toda la vida en la tierra, dejando solo duplicados de Android de él y de Lena en el planeta. Como Lena es la única persona que Luthor dice haber amado, Lana cree que puede detener su loco plan. Lena es llevada al escondite subterráneo de Luthor e intenta que detenga la cuenta regresiva de sus bombas. Luthor niega haber amado a Lena, pero el duplicado de android de Lex detiene la cuenta regresiva con unos segundos de sobra e intenta que Lena se quede con él para que puedan tener la mejor vida que siempre habían soñado. Lex desactiva el androide y Lena se va, para no volver a verla.

- Un personaje basado en Lena Luthor llamada Tess Mercer aparece en Smallville interpretada por Cassidy Freeman y Leigh Bourke (joven). La temporada final de Smallville revela que Tess Mercer es realmente Lutessa Lena Luthor. Lionel Luthor dejó a Lutessa en el orfanato de Abuela Bondad donde se utilizaron los poderes de la abuela para suprimir los recuerdos de Lutessa de su verdadera identidad y finalmente fue adoptado por los Mercer de Luisiana bajo los arreglos de su padre. En el episodio "Abandonado", Tess finalmente descubre la verdad de su pasado una vez que revisa los registros del orfanato y se siente perturbada al saber que ella es la hija de Lionel. El resultado de una aventura que tuvo con la niñera de Lex, Pamela Jenkins (que había aparecido en el episodio de la temporada 1 "Crush").[10] En el final de la serie, Tess descubre que Lex Luthor sabía que eran hermanos todo el tiempo. Cuando Lex la apuñala mortalmente (afirmando que la salvará de ser como su hermano), Tess infecta a Lex con una neurotoxina que borra todos los recuerdos, ya la había salvado de ese destino. En 2012, la serie de televisión continuó a través del medio de cómic. Escrito por Bryan Q. Miller, quien también escribió para el programa, que se establece en la historia seis meses después del episodio final de su temporada final, y la muerte de Lutessa Lena Luthor (Tess Mercer) se considera un suicidio. Sin embargo, Lex Luthor aparentemente tiene un encuentro fantasmal con ella en una esquina de Metrópolis.[11] Más tarde se revela que la conciencia de Tess se unió a la mente de Lex cuando lo envenenó, lo que obligó a Lex a encontrar una manera de separar a Tess de sí mismo mientras él trata de recuperar sus recuerdos.[12] Sus amigos finalmente descubren lo que sucedió, extraen sus recuerdos de la mente de Lex y los suben al ordenador de la Watchtower hasta que puedan clonar un nuevo cuerpo para ella.[13] La conciencia de Tess finalmente se transfiere a una nueva forma robótica capaz de volar y manipular el aire, y se convierte en el nuevo Tornado Rojo y en un miembro de la Liga de la Justicia.[14][15]

- Lena Kieran Luthor[16] aparece en la serie de Supergirl de The CW, interpretada por Katie McGrath.[17] Se estrena en el episodio de estreno de la segunda temporada titulado "Las aventuras de Supergirl" y fue promovida a una serie regular para la tercera temporada.[18][19] Esta versión se describe inicialmente como la hermana adoptiva de Lex Luthor, pero luego se revela que es su media hermana paterna. Como la nueva directora ejecutiva de Luthor Corp tras el encarcelamiento de su hermano, Lena se muda a National City y vuelve a nombrar a la compañía como "L-Corp" para distanciarse de la reputación de Lex y de ella.[17] Lex contrata al asesino John Corben para matarla en represalia, pero Lena le dispara para salvar a Alex Danvers. Más tarde, ella ayuda a Kara Danvers a encontrar a Veronica Sinclair y, a su vez, Kara va a una gala que se lleva a cabo en L-Corp (como ella y Supergirl), más tarde descubierta como una trampa para los ladrones involucrados en una ola de crímenes que involucran armas alienígenas. Poco después, se descubre que su madre no era otra que la directora del Proyecto Cadmus, quien planea eliminar a toda la raza alienígena con una sustancia en el aire. Lena se vuelve hacia Lillian justo antes de que estén a punto de continuar con el plan antes de revelar que ella cambió la sustancia y llamó a la policía. En el episodio "Luthors", Lena descubre que ella es el producto de un romance que Lionel tuvo con su amante antes de ser enmarcada por su madre por robar kryptonita. Luego fue secuestrada por Lillian, asegurándose de que esta escapara junto con la de Metallo para poder usarla para acceder a una de ellas. Las áreas de almacenamiento de Lex Luthor antes de ser recusadas por Supergirl. En el episodio "Ace Reporter", Lena se reúne con su exnovio Jack Speer, quien es el CEO de Spheerical Industries y ha inventado una nueva tecnología de nanobot llamada Biomax. Cuando Kara descubre que Jack había estado fingiendo las pruebas en humanos y se inyectó Biomax, Lena se enfrenta a él, solo para descubrir que está siendo controlado por su Oficial Principal de Finanzas, Beth Breen. Mientras Supergirl lucha contra Jack, Lena lucha contra Breen, destruye el dispositivo de control y sobrecarga el mainframe para salvar a Supergirl, causando que Jack muera, dejando a Lena devastada. Más tarde, Lena acepta trabajar con Rhea, inconsciente de su herencia alienígena, en un proyecto empresarial, un portal de transmisores. Lena termina formando un vínculo maternal con Rhea, quien la alienta a ser diferente a su familia. Lena luego descubre que Rhea es una extraterrestre después de usar un elemento alienígena para terminar el portal, pero Rhea logra convencerla de que continúe trabajando con ella. Rhea luego traiciona a Lena y usa el portal para llevar su flota Daxamite a la Tierra, luego transporta a Lena y Mon-El a su nave. En el episodio "Resistir", Rhea obliga a Lena y a Mon-El a casarse, pero son salvados por Supergirl, Lillian y Cyborg Superman. En "Sin embargo, ella persistió", Lillian revela un dispositivo que Lex creó para matar a los kryptonianos, pero Lena y Winn lo modifican para matar a los daxamitas, matando a Rhea y causando que la flota se retire, salvando la Tierra. Durante la tercera temporada, Lena Luthor desarrolla una rivalidad con Morgan Edge. Cuando Morgan Edge envenenó a Lena en el episodio "For Good", Lilian Luthor planea vengarse apuntando a Morgan Edge. Después de que Lena se cura del veneno, tiene un momento con su madre cuando las autoridades arrestan a Lilian y Morgan por sus respectivas derrotas a manos de Supergirl. Kara y Lena mantienen una buena amistad durante la mayor parte de la serie hasta que Lex Luthor le revela la verdadera identidad de Supergirl a Lena, lo que hace que Lena se amargue ante esta aparente 'evidencia' de que su amiga no confiaba realmente en ella. Lena inicialmente intentó usar tecnología alienígena para básicamente lavarle el cerebro a la mayoría de la humanidad para eliminar sus impulsos más oscuros, incluso pasó la primera mitad de la temporada fingiendo haber perdonado la mentira de Kara para poder acceder a la Fortaleza de la Soledad. pero cuando se ve obligada a aceptar que el tipo de manipulación mental que está intentando es imposible, rechaza la oferta de Lex de unirse a ella para conquistar el mundo y regresa para ayudar a Supergirl. Después de que Lex haya sido drenado de sus poderes robados, Lena usa a Myriad para borrar su conocimiento de la identidad secreta de Kara. El episodio "Mxy in the Middle" reveló que la difunta madre de Lena era Elizabeth Walsh (también interpretada por Katie McGrath) que era una bruja.
  - El episodio "It's a Super Life", presenta a Mxyzptlk mostrándole a Kara una variedad de realidades alternativas donde le dijo a Lena la verdad sobre su identidad por su cuenta en un intento de deshacer el posterior deterioro de su relación. Sin embargo, cada realidad en última instancia da como resultado un resultado peor, que va desde que Reign mata a Lena y Mon-El o que el Agente Liberty chantajea a Kara para que revele su identidad amenazando a Lena. En una realidad donde Lena y Kara nunca se conocieron, Lena sufrió un accidente que la dejó gravemente herida, lo que la llevó a ser transformada por su madre en un equivalente parecido a Metallo.

#### Animación
- Romi Dames expresa la voz de Lena Luthor en la serie web DC Super Hero Girls. Mientras que ella es representada como la hermana de Lex Luthor, esta versión es una supervillana. En DC Super Hero Girls: Juegos Intergalácticos, se revela que siente envidia de Supergirl, ya que ganó sus poderes cuando aterrizó en la Tierra mientras intentaba hacer todo lo posible para obtener sus propios poderes, perdiendo su cabello (se reveló que era una peluca) en uno de los procesos. Ella es derrotada por Wonder Woman y Platinum, a quien usa para su plan. Después de fallarle a su maestro Brainiac, ella se deja ahogar en el camión llevándola lejos. Big Barda la salva a cambio de ayuda, pero ella la rechaza. Lena es llevada a prisión después.
  - Dames retoma su papel en la serie Lego DC Super Hero Girls como el principal antagonista. A diferencia de la serie principal, en lugar de vengar el arresto de su hermano a manos de los héroes, ella desea superarlo como una verdadera supervillana, pero nunca tiene éxito. Ella desarrolló una serie de kriptomitas con uno de seis colores diferentes cada uno, que afecta a todos los que se les acercan al cambiar sus emociones, como la ira, la tristeza, el miedo, la desconfianza y el olvido, mientras que los verdes solo actúan como la kryptonita normal que solo afecta a Supergirl. Por lo general, se la ve asistiendo a las Furias femeninas y a Eclipso, aunque esta última Lena siempre dificulta sus planes al final, dificultando su propio plan en el proceso.
- Cassandra Lee Morris expresa la voz de Lena Luthor en el estreno de la serie de TV DC Super Hero Girls. Ella es nuevamente representada como la hermana de Lex Luthor y como una villana, esta vez de niña. Sus formas malvadas en esta versión no se deben a su hermano, sino a pesar de él y de todos los demás adolescentes. Ella desea crear un mundo dirigido únicamente por niños, mientras que adolescentes y adultos permanecen bajo su control después de destruir sus lugares favoritos. En última instancia, su plan ha fallado y sus padres se la llevan. Su madre revela que, su nombre completo es una vez más Lutessa "Lena" Luthor, pero elige ir por Lena.
- En Young Justice: Outsiders se hace referencia a Lena como la actual CEO de LexCorp, después de que Lex se convirtiera en Secretario General de las Naciones Unidas. Godfrey afirma que Lena anunció recientemente que LexCorp prometerá fondos para el Centro Juvenil de Metahumanos.

### Misceláneo
Lena Luthor aparece en el segundo Robot Chicken de DC Comics Especial Robot Chicken DC Comics Especial 2: Villanos en el Paraíso, con la voz de Sarah Hyland, y es representada como la hija de Lex Luthor, en lugar de su hermana. Lex Luthor tiene su internado en la cafetería de la Legión del Mal llamada "Hall of Doom Coffee" durante las vacaciones de primavera, ya que la orden judicial dice que Lex obtiene la custodia de Lena los fines de semana y días festivos. Gorilla Grodd entiende su difícil situación de tener que trabajar en las vacaciones de primavera y no estar con su novio cuando se siguen en una red social. Cuando Lex descubre que Lena se ha escapado para ir a las vacaciones de primavera para estar con su novio al encontrar al sobrino del Espantapájaros, Calvin que trabaja en el lugar de Lena, Lex conduce el Hall of Doom a un lugar en la playa para encontrarla, mientras que los otros miembros de la Legión del Mal se aprovechan de las vacaciones. Lex descubre que el novio de Lena es Superboy cuando la encuentra después de un incidente en el que algunos de los miembros de Legión del Mal confundieron la playa privada de la Liga de la Justicia con una playa nudista. Cuando Lex le dice a Lena que no volverá a ver a Superboy, Superman le dice a Superboy que no vuelva a ver a Lena. Tanto Lena como Superboy hablan sobre su romance amoroso con los demás héroes y villanos en una parodia de canciones de "Noches de verano". Mientras la Liga de la Justicia y la Legión de la fatalidad discuten sobre la relación de Superboy y Lena, el grupo es atacado por un Starro ampliado (que el Capitán Frío tiró previamente en el baño del Hall of Doom). Starro atacó a ambos lados y los abrumó hasta que vio a Lena y Superboy en un momento romántico y dejó de atacar, lo que terminó con la muerte de Starro cuando Green Lantern enviaba un barco con Batman a través de Starro. Lena y Superboy se ven más tarde en la boda de Gorilla Grodd y Bizarro.